# Elecciones provinciales de Santa Cruz de 2023
Las elecciones generales de la provincia de Santa Cruz de 2023 tuvieron lugar el 13 de agosto, al mismo tiempo que las elecciones primarias, abiertas, simultáneas y obligatorias (PASO) para las elecciones presidenciales. Se eligió, por medio del sistema de doble voto simultáneo, al gobernador y vicegobernador de la provincia, y se renovaron las 24 bancas de la Cámara de Diputados provincial para el período 2023-2027. Los comicios se realizaron con varios desfases entre las elecciones para autoridades provinciales y municipales, como así también éstos fueron los primeros comicios provinciales del año 2023 en coincidir con una elección nacional. Con estas elecciones, y el triunfo del actual gobernador, Vidal , le puso fin a un ciclo de 32 años iniciado en las elecciones de 1991 de gobiernos kirchneristas, siendo el actual gobernador provincial el primero no kirchnerista, aunque sí peronista desde 1987.

## Diputados por municipio
| Distrito                    | Localidades incluidas                                                                              |
| --------------------------- | -------------------------------------------------------------------------------------------------- |
| 28 de Noviembre             | - 28 de Noviembre                                                                                  |
| Caleta Olivia               | - Caleta Olivia - Cañadón Seco - Estancia Cañadón Seco y Caleta Olivia                             |
| Comandante Luis Piedrabuena | - Comandante Luis Piedrabuena - Estancia Comandante Luis Piedrabuena                               |
| El Calafate                 | - El Calafate - Tres Lagos - El Chaltén                                                            |
| Gobernador Gregores         | - Gobernador Gregores - Estancia Gobernador Gregores - Tamel Aike                                  |
| Las Heras                   | - Las Heras - Estancia Las Heras                                                                   |
| Los Antiguos                | - Los Antiguos - Lago Posadas                                                                      |
| Perito Moreno               | - Perito Moreno - Estancia Perito Moreno - Bajo Caracoles                                          |
| Pico Truncado               | - Pico Truncado - Estancia Pico Truncado y Koluel Kayke - Gobernador Moyano - Jaramillo y Fitz Roy |
| Puerto Deseado              | - Puerto Deseado - Estancia Puerto Deseado                                                         |
| Puerto San Julián           | - Puerto San Julián - Estancia Puerto San Julián                                                   |
| Puerto Santa Cruz           | - Puerto Santa Cruz - Estancia Puerto Santa Cruz                                                   |
| Río Gallegos                | - Río Gallegos - Estancia Río Gallegos - Esperanza                                                 |
| Río Turbio                  | - Río Turbio - Estancia Río Turbio                                                                 |

## Candidatos
| Logo                                                       | Logo | Partido/Alianza                                | Partidos en la alianza | Sublema                               | Candidato a gobernador/a | Candidato a gobernador/a | Candidato a vicegobernador/a |
| ---------------------------------------------------------- | ---- | ---------------------------------------------- | --- | ------------------------------------- | ------------------------ | ------------------------ | ---------------------------- |
|                                                            |      | Unión por la Patria                            | Ver partidos: - Partido Justicialista - Partido de la Victoria - Kolina - Instrumento Electoral por la Unidad Popular - Primero Santa Cruz - Desarrollo Santacruceño - Santa Cruz Somos Todos - Provincia Joven | Construyamos Juntos                   |                          | Pablo Grasso             | Javier Castro                |
| Nace una Esperanza                                         |      | Unión por la Patria                            | Ver partidos: - Partido Justicialista - Partido de la Victoria - Kolina - Instrumento Electoral por la Unidad Popular - Primero Santa Cruz - Desarrollo Santacruceño - Santa Cruz Somos Todos - Provincia Joven | Javier Belloni                        | Fernando Cotillo         |                          |                              |
| Unidos por Santa Cruz                                      |      | Unión por la Patria                            | Ver partidos: - Partido Justicialista - Partido de la Victoria - Kolina - Instrumento Electoral por la Unidad Popular - Primero Santa Cruz - Desarrollo Santacruceño - Santa Cruz Somos Todos - Provincia Joven | Guillermo Polke                       | Miriam Giorgia           |                          |                              |
|                                                            |      | Cambia Santa Cruz                              | Ver partidos: - Unión Cívica Radical - Coalición Cívica ARI - Frente Renovador - Partido Nacionalista Constitucional - UNIR - Partido Socialismo Santacruceño                                                   | El Cambio Verdadero                   |                          | Mirey Zeidán             | Omar Fernández               |
| Juntos por Santa Cruz                                      |      | Cambia Santa Cruz                              | Ver partidos: - Unión Cívica Radical - Coalición Cívica ARI - Frente Renovador - Partido Nacionalista Constitucional - UNIR - Partido Socialismo Santacruceño                                                   | Roxana Reyes                          | Luis César Vera          |                          |                              |
|                                                            |      | Por Santa Cruz                                 | Ver partidos: - Propuesta Republicana - Somos Energía para Renovar Santa Cruz - Encuentro Ciudadano - Unidos por Santa Cruz                                                                                     | Consenso PRO Santa Cruz               |                          | Mario Markic             | Miriam Luna                  |
| Cambiando Santa Cruz                                       |      | Por Santa Cruz                                 | Ver partidos: - Propuesta Republicana - Somos Energía para Renovar Santa Cruz - Encuentro Ciudadano - Unidos por Santa Cruz                                                                                     | José María Carambia                   | María Cristina Guerra    |                          |                              |
| Encuentro por Santa Cruz                                   |      | Por Santa Cruz                                 | Ver partidos: - Propuesta Republicana - Somos Energía para Renovar Santa Cruz - Encuentro Ciudadano - Unidos por Santa Cruz                                                                                     | Daniel Gardonio                       | Gabriela Mestelán        |                          |                              |
| Movimiento Integración Liberal E Independiente (M.I.L.E.I) |      | Por Santa Cruz                                 | Ver partidos: - Propuesta Republicana - Somos Energía para Renovar Santa Cruz - Encuentro Ciudadano - Unidos por Santa Cruz                                                                                     | Rubén Ferrara                         | Miguel Podestá           |                          |                              |
| Santa Cruz Puede                                           |      | Por Santa Cruz                                 | Ver partidos: - Propuesta Republicana - Somos Energía para Renovar Santa Cruz - Encuentro Ciudadano - Unidos por Santa Cruz                                                                                     | Claudio Vidal                         | Fabián Leguizamón        |                          |                              |
| Somos Santa Cruz                                           |      | Por Santa Cruz                                 | Ver partidos: - Propuesta Republicana - Somos Energía para Renovar Santa Cruz - Encuentro Ciudadano - Unidos por Santa Cruz                                                                                     | Sergio Acevedo                        | Sandra Gotti             |                          |                              |
|                                                            |      | Frente de Izquierda y de Trabajadores - Unidad | Ver partidos: - Movimiento Socialista de los Trabajadores - Izquierda por una Opción Socialista - Partido Obrero                                                                                                | Frente de Izquierda y de Trabajadores |                          | Juan Manuel Valentín     | Luis Fernando Díaz           |
|                                                            |      | Movimiento al Socialismo                       | Partido sin alianza | Izquierda Anticapitalista             |                          | Gustavo Nauto            | Cynthia Pamela Muñoz         |

## Resultados

### Gobernador y vicegobernador
| Lema                          | Lema                                           | Sublema                                    | Fórmula                        | Fórmula                 | Sublema               | Sublema               | Lema    | Lema  |
| Lema                          | Lema                                           | Sublema                                    | Gobernador                     | Vicegobernador          | Votos                 | %                     | Votos   | %     |
| ----------------------------- | ---------------------------------------------- | ------------------------------------------ | ------------------------------ | ----------------------- | --------------------- | --------------------- | ------- | ----- |
|                               | Por Santa Cruz                                 | Santa Cruz Puede (SER)                     | Claudio Vidal                  | Fabián Oscar Leguizamón | 54.831                | 71,50                 | 76.692  | 46,59 |
| Encuentro por Santa Cruz (EC) | Por Santa Cruz                                 | Daniel José Gardonio                       | Gabriela Miriam Mestelán       | 7.712                   | 10,06                 |                       | 76.692  | 46,59 |
| Cambiando Santa Cruz (PRO)    | Por Santa Cruz                                 | José María Carambia                        | María Cristina Guerra          | 6.542                   | 8,53                  |                       | 76.692  | 46,59 |
| Consenso PRO Santa Cruz (PRO) | Por Santa Cruz                                 | Mario Markic                               | Miriam Elizabeth Luna          | 2.771                   | 3,61                  |                       | 76.692  | 46,59 |
| Somos Santa Cruz (SER)        | Por Santa Cruz                                 | Sergio Acevedo                             | Sandra Viviana Gotti           | 2.669                   | 3,48                  |                       | 76.692  | 46,59 |
| MILEI                         | Por Santa Cruz                                 | Rubén Adrián Ferrara                       | Miguel Eduardo Ernesto Podestá | 2.167                   | 2,83                  |                       | 76.692  | 46,59 |
|                               | Unión por la Patria                            | Construyamos Juntos (PJ)                   | Pablo Miguel Ángel Grasso      | Javier Omar Castro      | 36.577                | 50,84                 | 71.952  | 43,71 |
| Nace Una Esperanza (PJ)       | Unión por la Patria                            | Héctor Javier Belloni                      | Fernando Fabio Cotillo         | 34.985                  | 48,62                 |                       | 71.952  | 43,71 |
| Unidos por Santa Cruz (PJ)    | Unión por la Patria                            | Guillermo Esteban Polke                    | Miriam Teresa Giorgia          | 390                     | 0,54                  |                       | 71.952  | 43,71 |
|                               | Cambia Santa Cruz                              | Juntos por Santa Cruz (UCR)                | Roxana Nahir Reyes             | Luis César Vera         | 11.991                | 85,26                 | 14.064  | 8,54  |
| El Cambio Verdadero (CC ARI)  | Cambia Santa Cruz                              | Mirey Salech Zeidán (UCR)                  | Carlos Omar Fernández (PSS)    | 2.073                   | 14,74                 |                       | 14.064  | 8,54  |
|                               | Frente de Izquierda y de Trabajadores - Unidad | Frente de Izquierda y de Trabajadores (IS) | Juan Manuel Valentín           | Luis Fernando Díaz      | —                     | —                     | 1.661   | 1,01  |
|                               | Movimiento al Socialismo                       | Izquierda Anticapitalista                  | Gustavo Daniel Nauto           | Cynthia Pamela Muñoz    | —                     | —                     | 246     | 0,15  |
| Votos afirmativos             | Votos afirmativos                              | Votos afirmativos                          | Votos afirmativos              | Votos afirmativos       | Votos afirmativos     | Votos afirmativos     | 164.615 | 88,23 |
| Votos en blanco               | Votos en blanco                                | Votos en blanco                            | Votos en blanco                | Votos en blanco         | Votos en blanco       | Votos en blanco       | 18.262  | 9,79  |
| Votos anulados                | Votos anulados                                 | Votos anulados                             | Votos anulados                 | Votos anulados          | Votos anulados        | Votos anulados        | 3.705   | 1,99  |
| Participación                 | Participación                                  | Participación                              | Participación                  | Participación           | Participación         | Participación         | 186.582 | 70,25 |
| Electores registrados         | Electores registrados                          | Electores registrados                      | Electores registrados          | Electores registrados   | Electores registrados | Electores registrados | 265.608 | 100   |
| Fuente:                       |                                                |                                            |                                |                         |                       |                       |         |       |

### Cámara de Diputados
| Lema                     | Lema                                           | Sublema | Diputado provincial | Diputado provincial   | Diputado provincial   | Diputado provincial   | Diputado provincial | Diputado provincial | Diputado provincial | Diputado por municipio | Diputado por municipio | Diputado por municipio | Bancas totales |
| Lema                     | Lema                                           | Sublema | Sublema | Sublema               | Sublema               | Sublema               | Lema                | Lema                | Lema                | Lema                   | Lema                   | Lema                   | Bancas totales |
| Lema                     | Lema                                           | Sublema | Candidatos | Votos                 | %                     | Bancas                | Votos               | %                   | Bancas              | Votos                  | %                      | Bancas                 | Bancas totales |
| ------------------------ | ---------------------------------------------- | --- | --- | --------------------- | --------------------- | --------------------- | ------------------- | ------------------- | ------------------- | ---------------------- | ---------------------- | ---------------------- | -------------- |
|                          | Unión por la Patria                            | Construyamos Juntos | Ver candidatos: 1. María Agostina Mora Doldan 2. Carlos Alcides Santi 3. Karina Alejandra Nieto 4. Darío Esteban Galban 5. Lidia Mabel Aspengren 6. Julio César Gaitán 7. Argentina Nieves Beroiza 8. Gustavo Daniel Oyarzun 9. Delfina Alexia Brizuela 10. Oscar Horacio Fernández     | 32.537                | 50,07                 | 3/10                  | 64.978              | 44,69               | 5/10                | 70.994                 | 46,79                  | 7/14                   | 12/24          |
| Nace Una Esperanza       | Unión por la Patria                            | Ver candidatos: 1. María Rocío García 2. Daniel Peralta 3. Liliana Mabel Toro 4. Favio René Oyarzun 5. Natalia Andrea Borquez 6. José Julián Carrizo 7. Ana Gabriela Subiabre 8. Raúl Fernando Melo 9. Patricia Gabriela Rearte 10. Ismael Aurelio Enrique                                       | 31.950 | 49,17                 | 2/10                  |                       | 64.978              | 44,69               | 5/10                | 70.994                 | 46,79                  | 7/14                   | 12/24          |
| Unidos por Santa Cruz    | Unión por la Patria                            | Ver candidatos: 1. Dolores Micaela Cruces 2. Pablo Oscar Piacentini 3. Alejandra Isabel Suárez del Solar 4. Jorge Daniel Cis 5. Martha Cecilia García Castro 6. Ricardo Antonio Caprio 7. Mariela Soledad Sandoval 8. Jonatan David Campozano 9. Patricia Verónica Álvarez 10. José Omar Tenorio | 491 | 0,76                  | —                     |                       | 64.978              | 44,69               | 5/10                | 70.994                 | 46,79                  | 7/14                   | 12/24          |
|                          | Por Santa Cruz                                 | Santa Cruz Puede | Ver candidatos: 1. Fernando Omar Españón 2. Iris Adriana Rasgido 3. Pedro Alejandro Valenzuela 4. Claudia Fabiana Barrientos 5. Nicolás Alberto Brizuela 6. Adriana Isabel Nieto López 7. Pedro Hernán Luxen 8. Cecilia Yanet Cortes 9. Luis Alberto Gallardo 10. Patricia Inés Moreyra | 38.976                | 62,57                 | 4/10                  | 62.296              | 42,85               | 4/10                | 65.201                 | 42,97                  | 7/14                   | 11/24          |
| Soluciones               | Por Santa Cruz                                 | Ver candidatos: 1. Samir Olivio Zeidán 2. Natalia Andrea Garrido Huitrayan 3. Juan Ignacio Acuna Kunz 4. Marcela Fabiana Padrón 5. Jaime Audon Valle 6. Verónica Gabriela Leguizamón 7. Gonzalo Ariel Padin 8. Carla Daniela Marsicano 9. Félix Valenciano 10. Catherine Lilian León Rojas       | 5.941 | 9,54                  | —                     |                       | 62.296              | 42,85               | 4/10                | 65.201                 | 42,97                  | 7/14                   | 11/24          |
| Cambiando Santa Cruz     | Por Santa Cruz                                 | Ver candidatos: 1. Mauricio Hernán Gómez 2. Irma Nilda Montiel 3. Francisco Gabriel Guaitima 4. Constanza Walterina Pacheco Vera 5. Antonio José Carambia 6. Ana Virginia Reyes 7. Cristian David Mercado 8. Claudia Fabiana Ojeda 9. Jairo Emanuel Bernacki 10. Mónica Emilia Narváez           | 5.645 | 9,06                  | —                     |                       | 62.296              | 42,85               | 4/10                | 65.201                 | 42,97                  | 7/14                   | 11/24          |
| Encuentro por Santa Cruz | Por Santa Cruz                                 | Ver candidatos: 1. Gabriel Esteban Oliva 2. Adriana Margot Sanhueza 3. Pedro David Gojan 4. Romina Solange Bazán 5. Aníbal Marcelo Ferreyra 6. Loreli Stettler 7. Oscar Silverio Barrientos 8. Lidia Ester Coney 9. Braian Daniel Pérez 10. Ruth Daveyba Olivera Salazar                         | 4.656 | 7,47                  | —                     |                       | 62.296              | 42,85               | 4/10                | 65.201                 | 42,97                  | 7/14                   | 11/24          |
| Somos Santa Cruz         | Por Santa Cruz                                 | Ver candidatos: 1. Juan Martín Paiva 2. Marina Emilia Ibáñez 3. Juan Carlos Martínez 4. Claudia Elisabet Pavez 5. Rodrigo Fabrizio Suárez 6. Nadir Tamara Vera 7. Salomón Aleuy 8. Silvia Victorina Erichsen 9. Martín Horacio Mendieta 10. Claudia Elizabet Zambrano                            | 2.428 | 3,90                  | —                     |                       | 62.296              | 42,85               | 4/10                | 65.201                 | 42,97                  | 7/14                   | 11/24          |
| MILEI                    | Por Santa Cruz                                 | Ver candidatos: 1. Evarista Delgado 2. Sergio Antonio Vera 3. Marcela Alejandra Olavarría Barría 4. Heber Walter Quispe 5. Antonella Noemí Busellato 6. Oscar Andrés Hayes 7. Angélica Susana Villegas 8. José Luis Burgo 9. Bárbara Anabella Zárate 10. Humberto Alonso Vargas                  | 2.326 | 3,73                  | —                     |                       | 62.296              | 42,85               | 4/10                | 65.201                 | 42,97                  | 7/14                   | 11/24          |
| Consenso PRO Santa Cruz  | Por Santa Cruz                                 | Ver candidatos: 1. Ítalo José Bringas 2. Laura Viviana Parras Seoane 3. Aldo Rubén Muñoz 4. Brígida Purísima Ríos Inostroza 5. Luis Alberto Muñiz 6. Estefanía Soledad Gómez 7. Claudio Oscar Gendana 8. Nancy Alejandra Méndez 9. Fernando Ernesto López 10. Sandra Viviana Cardozo             | 2.324 | 3,73                  | —                     |                       | 62.296              | 42,85               | 4/10                | 65.201                 | 42,97                  | 7/14                   | 11/24          |
|                          | Cambia Santa Cruz                              | Juntos para Cambiar Santa Cruz | Ver candidatos: 1. Segundo Pedro Muñoz 2. Silvina Ester Alegre 3. Walter Gabriel Cáliz 4. María Alejandra Sánchez 5. Horacio Esteban Gutiérrez 6. Elisa Cristina Gauna 7. Walter Ernesto Barrientos 8. Ramona Rosalía Alfaro 9. Julio Adolfo Cárdenas 10. Sandra Esther Santana         | 6.705                 | 42,19                 | 1/10                  | 15.894              | 10,93               | 1/10                | 13.453                 | 8,87                   | 0/14                   | 1/24           |
| Juntos Podemos           | Cambia Santa Cruz                              | Ver candidatos: 1. Daniel Alberto Roquel 2. Carolina Andrea Romero 3. José Alberto Lozano 4. Natalia Romina Perotti 5. Mario Roberto Lozano 6. Alejandra Susana Vivar 7. Carlos Víctor Lepori 8. María Isabel Ampuero 9. Guillermo Hipólito Coronel 10. Sandra Elisabet Lozano                   | 6.254 | 39,35                 | —                     |                       | 15.894              | 10,93               | 1/10                | 13.453                 | 8,87                   | 0/14                   | 1/24           |
| Fuerza Ciudadana         | Cambia Santa Cruz                              | Ver candidatos: 1. Daniela Valeria Damico 2. Juan Carlos Curallan 3. María Candela Pittacolo 4. Claudio Alejandro Maidana 5. Norma Graciela Díaz Fernández 6. Juvenal Abdón Díaz 7. Cristina Del Carmen Llegues 8. Luis Leandro Curaqueo 9. Natalia Alejandra Traico 10. Rubén Marcelo Rodríguez | 2.935 | 18,47                 | —                     |                       | 15.894              | 10,93               | 1/10                | 13.453                 | 8,87                   | 0/14                   | 1/24           |
|                          | Frente de Izquierda y de Trabajadores - Unidad | Frente de Izquierda y de Trabajadores | Ver candidatos: 1. Ada Silvia Vivanco 2. Emilio Alejandro Poliak 3. Julia Mabel Chazarreta 4. Lucas Adrián Olaz 5. Analía Celeste Padilla 6. José Julio César Paz 7. Mara Espinosa 8. Alan Fabián Levinanco 9. Mariela Gamboa 10. Mario Alejandro Monti                                 | —                     | —                     | —                     | 1.948               | 1,34                | —                   | 2.092                  | 1,38                   |                        |                |
|                          | Movimiento al Socialismo                       | Izquierda Anticapitalista | Ver candidatos: 1. Cynthia Pamela Muñoz 2. Mónica Inés Migani 3. Gustavo Daniel Nauto 4. Rosa Clara Irusta 5. Walter Sánchez 6. Karen Micaela Hajjar 7. Néstor Fabián Cárdenas 8. María Cecilia Mariano 9. Leonardo Nicolás Morales 10. Germán Leonel Carrizo                           | —                     | —                     | —                     | 270                 | 0,19                | —                   | —                      | —                      |                        |                |
| Votos afirmativos        | Votos afirmativos                              | Votos afirmativos | Votos afirmativos | Votos afirmativos     | Votos afirmativos     | Votos afirmativos     | 145.386             | 77,92               |                     | 151.740                | 81,38                  |                        |                |
| Votos en blanco          | Votos en blanco                                | Votos en blanco | Votos en blanco | Votos en blanco       | Votos en blanco       | Votos en blanco       | 37.860              | 20,29               |                     | 31.193                 | 16,73                  |                        |                |
| Votos anulados           | Votos anulados                                 | Votos anulados | Votos anulados | Votos anulados        | Votos anulados        | Votos anulados        | 3.336               | 1,79                |                     | 3.520                  | 1,89                   |                        |                |
| Participación            | Participación                                  | Participación | Participación | Participación         | Participación         | Participación         | 186.582             | 70,25               |                     | 186.453                | 70,20                  |                        |                |
| Electores registrados    | Electores registrados                          | Electores registrados | Electores registrados | Electores registrados | Electores registrados | Electores registrados | 265.608             | 100                 |                     | 265.607                | 100                    |                        |                |
| Fuente:                  |                                                | | |                       |                       |                       |                     |                     |                     |                        |                        |                        |                |

#### Resultados por municipios
| 28 de Noviembre 1 Diputado             | 28 de Noviembre 1 Diputado            | 28 de Noviembre 1 Diputado                 | 28 de Noviembre 1 Diputado       | 28 de Noviembre 1 Diputado | 28 de Noviembre 1 Diputado | 28 de Noviembre 1 Diputado | 28 de Noviembre 1 Diputado |
| Lema                                   | Lema                                  | Sublema                                    | Candidato                        | Sublema                    | Sublema                    | Lema                       | Lema                       |
| Lema                                   | Lema                                  | Sublema                                    | Candidato                        | Votos                      | %                          | Votos                      | %                          |
| -------------------------------------- | ------------------------------------- | ------------------------------------------ | -------------------------------- | -------------------------- | -------------------------- | -------------------------- | -------------------------- |
|                                        | Unión por la Patria                   | Construyamos 28 de Noviembre               | Elba Lorena Ponce                | 1.221                      | 46,08                      | 2.650                      | 61,33                      |
| Nace una Esperanza                     | Unión por la Patria                   | María Inés Garay                           | 799                              | 30,15                      |                            | 2.650                      | 61,33                      |
| Unidad Popular 28 de Noviembre         | Unión por la Patria                   | Marcos Ariel Santana                       | 459                              | 17,32                      |                            | 2.650                      | 61,33                      |
| Fuerza Joven                           | Unión por la Patria                   | Leandro Javier Cerezo                      | 151                              | 5,70                       |                            | 2.650                      | 61,33                      |
| Por la Victoria 28 de Noviembre        | Unión por la Patria                   | Alcides Sandoval                           | 20                               | 0,75                       |                            | 2.650                      | 61,33                      |
|                                        | Por Santa Cruz                        | Más Santa Cruz                             | Juana Silvia Albarracín          | 482                        | 32,81                      | 1.469                      | 34,00                      |
| Para Crecer                            | Por Santa Cruz                        | David Antonio Herrera                      | 235                              | 16,00                      |                            | 1.469                      | 34,00                      |
| Es Ahora Santa Cruz                    | Por Santa Cruz                        | Juan Alberto Lillo                         | 217                              | 14,77                      |                            | 1.469                      | 34,00                      |
| Santa Cruz Puede                       | Por Santa Cruz                        | Domingo Manuel Díaz                        | 164                              | 11,16                      |                            | 1.469                      | 34,00                      |
| Podemos Renovar                        | Por Santa Cruz                        | María Fernanda Cettour                     | 123                              | 8,37                       |                            | 1.469                      | 34,00                      |
| Consenso PRO Santa Cruz                | Por Santa Cruz                        | Ricardo Antonio Juzefiszyn                 | 103                              | 7,01                       |                            | 1.469                      | 34,00                      |
| Somos Santa Cruz                       | Por Santa Cruz                        | Diego Esteban Quiroga                      | 99                               | 6,74                       |                            | 1.469                      | 34,00                      |
| Moveremos Santa Cruz                   | Por Santa Cruz                        | Enrique Alejandro Drucker                  | 26                               | 1,77                       |                            | 1.469                      | 34,00                      |
| Cambiando Santa Cruz                   | Por Santa Cruz                        | Esther Vanesa Carreras                     | 20                               | 1,36                       |                            | 1.469                      | 34,00                      |
| La Fuerza del Cambio                   | Por Santa Cruz                        | Dionicia María Torres                      | 0                                | 0,00                       |                            | 1.469                      | 34,00                      |
|                                        | Cambia Santa Cruz                     | Juntos para Cambiar 28                     | Tito Javier Lamas                | 98                         | 63,23                      | 155                        | 3,59                       |
| Cambia 28 de Noviembre                 | Cambia Santa Cruz                     | Alberto Barrozo                            | 57                               | 36,77                      |                            | 155                        | 3,59                       |
|                                        | Frente de Izquierda y de Trabajadores | Frente de Izquierda y de Trabajadores      | Samanta Varina Galván            | —                          | —                          | 47                         | 1,09                       |
| Votos positivos                        | Votos positivos                       | Votos positivos                            | Votos positivos                  | Votos positivos            | Votos positivos            | 4.321                      | 80,99                      |
| Votos en blanco                        | Votos en blanco                       | Votos en blanco                            | Votos en blanco                  | Votos en blanco            | Votos en blanco            | 927                        | 17,38                      |
| Votos nulos                            | Votos nulos                           | Votos nulos                                | Votos nulos                      | Votos nulos                | Votos nulos                | 87                         | 1,63                       |
| Participación                          | Participación                         | Participación                              | Participación                    | Participación              | Participación              | 5.335                      | 71,06                      |
| Electores registrados                  | Electores registrados                 | Electores registrados                      | Electores registrados            | Electores registrados      | Electores registrados      | 7.508                      | 100,00                     |
| Caleta Olivia 1 Diputado               |                                       |                                            |                                  |                            |                            |                            |                            |
| Lema                                   | Lema                                  | Sublema                                    | Candidato                        | Sublema                    | Sublema                    | Lema                       | Lema                       |
| Lema                                   | Lema                                  | Sublema                                    | Candidato                        | Votos                      | %                          | Votos                      | %                          |
|                                        | Por Santa Cruz                        | Santa Cruz Puede                           | Víctor Hugo Chamorro             | 2.265                      | 15,36                      | 14.744                     | 54,45                      |
| Más Santa Cruz                         | Por Santa Cruz                        | David Emanuel Acosta                       | 2.170                            | 14,72                      |                            | 14.744                     | 54,45                      |
| Podemos Renovar                        | Por Santa Cruz                        | Pablo Leandro Juárez                       | 2.134                            | 14,47                      |                            | 14.744                     | 54,45                      |
| Para Crecer                            | Por Santa Cruz                        | Carlos Facundo Prades                      | 2.024                            | 13,73                      |                            | 14.744                     | 54,45                      |
| Soluciones                             | Por Santa Cruz                        | Juan Erwin Bolívar Acuña Kunz              | 1.996                            | 13,54                      |                            | 14.744                     | 54,45                      |
| Es Ahora Santa Cruz                    | Por Santa Cruz                        | Lisandro Javier Navarrete                  | 1.693                            | 11,48                      |                            | 14.744                     | 54,45                      |
| MILEI                                  | Por Santa Cruz                        | Javier Eduardo Muñoz                       | 621                              | 4,21                       |                            | 14.744                     | 54,45                      |
| Cambiando Santa Cruz                   | Por Santa Cruz                        | Héctor Argentino Gómez                     | 462                              | 3,13                       |                            | 14.744                     | 54,45                      |
| Somos Santa Cruz                       | Por Santa Cruz                        | Connie Rossanna Naves                      | 457                              | 3,10                       |                            | 14.744                     | 54,45                      |
| Consenso PRO Santa Cruz                | Por Santa Cruz                        | Ernesto Omar Behm                          | 451                              | 3,06                       |                            | 14.744                     | 54,45                      |
| Por Caleta Olivia                      | Por Santa Cruz                        | Heraldo Juan Nanni                         | 322                              | 2,18                       |                            | 14.744                     | 54,45                      |
| La Fuerza del Cambio                   | Por Santa Cruz                        | Rosario Aylén Gómez Castro                 | 149                              | 1,01                       |                            | 14.744                     | 54,45                      |
|                                        | Unión por la Patria                   | Nace una Esperanza                         | Tania Paola Sasso                | 1.889                      | 19,85                      | 9.515                      | 35,14                      |
| Más Cerca                              | Unión por la Patria                   | Sandra Liliana Díaz                        | 1.129                            | 11,87                      |                            | 9.515                      | 35,14                      |
| Caleta Olivia nos Une                  | Unión por la Patria                   | Juan Carlos Juárez                         | 997                              | 10,48                      |                            | 9.515                      | 35,14                      |
| Proyecto Joven                         | Unión por la Patria                   | Gerardo Vicente Terraz                     | 776                              | 8,16                       |                            | 9.515                      | 35,14                      |
| Fuerza Joven                           | Unión por la Patria                   | Miguel David Troncoso                      | 603                              | 6,34                       |                            | 9.515                      | 35,14                      |
| Mejor Caleta                           | Unión por la Patria                   | Ricardo Rubén Rivero                       | 572                              | 6,01                       |                            | 9.515                      | 35,14                      |
| Desarrollo Caletense                   | Unión por la Patria                   | Walter Alejandro Cifuentes                 | 571                              | 6,00                       |                            | 9.515                      | 35,14                      |
| Elegimos Creer                         | Unión por la Patria                   | Claudia Alejandra Rearte                   | 451                              | 4,74                       |                            | 9.515                      | 35,14                      |
| Caleta Olivia Crece                    | Unión por la Patria                   | Nelson Matías Rognetta                     | 410                              | 4,31                       |                            | 9.515                      | 35,14                      |
| Propuesta Joven                        | Unión por la Patria                   | Andrea Karina Cárdenas                     | 364                              | 3,83                       |                            | 9.515                      | 35,14                      |
| Unidad y Compromiso Militante          | Unión por la Patria                   | María de la Paz Salinas                    | 289                              | 3,04                       |                            | 9.515                      | 35,14                      |
| 19 de Diciembre                        | Unión por la Patria                   | Elizabeth del Carmen Jara                  | 256                              | 2,69                       |                            | 9.515                      | 35,14                      |
| Hasta la Victoria                      | Unión por la Patria                   | Roberto César Acosta                       | 249                              | 2,62                       |                            | 9.515                      | 35,14                      |
| Camino a la Victoria                   | Unión por la Patria                   | Diego Antonio Flores                       | 241                              | 2,53                       |                            | 9.515                      | 35,14                      |
| Pensar Caletense                       | Unión por la Patria                   | Manuel Alejandro Aybar                     | 236                              | 2,48                       |                            | 9.515                      | 35,14                      |
| Lealtad y Compromiso                   | Unión por la Patria                   | Ariel Andrés Peredo                        | 229                              | 2,41                       |                            | 9.515                      | 35,14                      |
| Kolina Caleta Olivia                   | Unión por la Patria                   | Luis Alberto Huanco                        | 177                              | 1,86                       |                            | 9.515                      | 35,14                      |
| Caleta Sí                              | Unión por la Patria                   | Carina del Carmen Reynoso                  | 76                               | 0,80                       |                            | 9.515                      | 35,14                      |
|                                        | Cambia Santa Cruz                     | Juntos Podemos                             | Oscar Daniel Mera Moncada        | 811                        | 33,25                      | 2.439                      | 9,01                       |
| Juntos para Cambiar Caleta             | Cambia Santa Cruz                     | Juan Ramón Ganga                           | 591                              | 24,23                      |                            | 2.439                      | 9,01                       |
| Cambia Caleta                          | Cambia Santa Cruz                     | Marina Elizabeth Zavagno                   | 539                              | 22,10                      |                            | 2.439                      | 9,01                       |
| Por Caleta                             | Cambia Santa Cruz                     | Mirta Azucena Lucero                       | 368                              | 15,09                      |                            | 2.439                      | 9,01                       |
| Coalición tu Espacio                   | Cambia Santa Cruz                     | Guillermo Claudio Ritondale                | 130                              | 5,33                       |                            | 2.439                      | 9,01                       |
|                                        | Frente de Izquierda y de Trabajadores | Frente de Izquierda y de Trabajadores      | Ruth Lorena Farfán               | —                          | —                          | 381                        | 1,41                       |
| Votos positivos                        | Votos positivos                       | Votos positivos                            | Votos positivos                  | Votos positivos            | Votos positivos            | 27.079                     | 81,09                      |
| Votos en blanco                        | Votos en blanco                       | Votos en blanco                            | Votos en blanco                  | Votos en blanco            | Votos en blanco            | 5.543                      | 16,60                      |
| Votos nulos                            | Votos nulos                           | Votos nulos                                | Votos nulos                      | Votos nulos                | Votos nulos                | 773                        | 2,31                       |
| Participación                          | Participación                         | Participación                              | Participación                    | Participación              | Participación              | 33.395                     | 69,01                      |
| Electores registrados                  | Electores registrados                 | Electores registrados                      | Electores registrados            | Electores registrados      | Electores registrados      | 48.393                     | 100,00                     |
| Comandante Luis Piedrabuena 1 Diputado |                                       |                                            |                                  |                            |                            |                            |                            |
| Lema                                   | Lema                                  | Sublema                                    | Candidato                        | Sublema                    | Sublema                    | Lema                       | Lema                       |
| Lema                                   | Lema                                  | Sublema                                    | Candidato                        | Votos                      | %                          | Votos                      | %                          |
|                                        | Unión por la Patria                   | Primero Piedrabuena                        | José Ramón Bodlovic              | 1.719                      | 72,20                      | 2.381                      | 51,63                      |
| Desarrollo Piedrabuena                 | Unión por la Patria                   | Carlos Manuel Lemarchand                   | 496                              | 20,83                      |                            | 2.381                      | 51,63                      |
| Propongamos Piedrabuena                | Unión por la Patria                   | Celsa Silvia Leiva                         | 149                              | 6,26                       |                            | 2.381                      | 51,63                      |
| Propuesta Joven                        | Unión por la Patria                   | Silvana Mariela Ale                        | 17                               | 0,71                       |                            | 2.381                      | 51,63                      |
|                                        | Por Santa Cruz                        | Somos Santa Cruz                           | Rubén Alberto Perdomo            | 1.449                      | 75,59                      | 1.917                      | 41,57                      |
| Por Piedrabuena                        | Por Santa Cruz                        | Paola Fabiana Mansilla                     | 278                              | 14,50                      |                            | 1.917                      | 41,57                      |
| Santa Cruz Puede                       | Por Santa Cruz                        | Analía Verónica Farías                     | 174                              | 9,08                       |                            | 1.917                      | 41,57                      |
| Consenso PRO Santa Cruz                | Por Santa Cruz                        | Marcelo Alejandro Bianchi                  | 16                               | 0,83                       |                            | 1.917                      | 41,57                      |
|                                        | Cambia Santa Cruz                     | Juntos para Cambiar Piedrabuena            | Javier Alejandro Gabbani Herrera | —                          | —                          | 314                        | 6,81                       |
| Votos positivos                        | Votos positivos                       | Votos positivos                            | Votos positivos                  | Votos positivos            | Votos positivos            | 4.612                      | 85,50                      |
| Votos en blanco                        | Votos en blanco                       | Votos en blanco                            | Votos en blanco                  | Votos en blanco            | Votos en blanco            | 719                        | 13,33                      |
| Votos nulos                            | Votos nulos                           | Votos nulos                                | Votos nulos                      | Votos nulos                | Votos nulos                | 63                         | 1,17                       |
| Participación                          | Participación                         | Participación                              | Participación                    | Participación              | Participación              | 5.394                      | 74,64                      |
| Electores registrados                  | Electores registrados                 | Electores registrados                      | Electores registrados            | Electores registrados      | Electores registrados      | 7.227                      | 100,00                     |
| El Calafate 1 Diputado                 |                                       |                                            |                                  |                            |                            |                            |                            |
| Lema                                   | Lema                                  | Sublema                                    | Candidato                        | Sublema                    | Sublema                    | Lema                       | Lema                       |
| Lema                                   | Lema                                  | Sublema                                    | Candidato                        | Votos                      | %                          | Votos                      | %                          |
|                                        | Unión por la Patria                   | Primero El Calafate                        | Luis Carlos Daniel Alegría       | 4.216                      | 48,25                      | 8.738                      | 73,06                      |
| Fuerza Joven                           | Unión por la Patria                   | Tamara Noelia García                       | 1.169                            | 13,38                      |                            | 8.738                      | 73,06                      |
| Todos por Calafate                     | Unión por la Patria                   | Verónica Paola de Cristofaro               | 1.158                            | 13,25                      |                            | 8.738                      | 73,06                      |
| Calafate más Cerca                     | Unión por la Patria                   | Carlos Alberto Tico                        | 1.037                            | 11,87                      |                            | 8.738                      | 73,06                      |
| Integración El Calafate                | Unión por la Patria                   | Juan Franco Mascheroni                     | 409                              | 4,68                       |                            | 8.738                      | 73,06                      |
| Kolina El Calafate                     | Unión por la Patria                   | Diego Javier Paz                           | 288                              | 3,30                       |                            | 8.738                      | 73,06                      |
| El Calafate Crece                      | Unión por la Patria                   | Jairo Fabricio Bontempo                    | 264                              | 3,02                       |                            | 8.738                      | 73,06                      |
| El Calafate nos Une                    | Unión por la Patria                   | Claudia Inés Roldán                        | 197                              | 2,25                       |                            | 8.738                      | 73,06                      |
|                                        | Por Santa Cruz                        | Tu Voz en la Legislatura                   | Fernando Gabriel Cervo           | 374                        | 16,43                      | 2.277                      | 19,04                      |
| Santa Cruz Puede                       | Por Santa Cruz                        | Julián Eladio Osorio                       | 347                              | 15,24                      |                            | 2.277                      | 19,04                      |
| Consenso PRO Santa Cruz                | Por Santa Cruz                        | María Laura Centurión                      | 338                              | 14,84                      |                            | 2.277                      | 19,04                      |
| Es Ahora Santa Cruz                    | Por Santa Cruz                        | Pablo Adolfo Gustavo Ferro                 | 294                              | 12,91                      |                            | 2.277                      | 19,04                      |
| Podemos Renovar                        | Por Santa Cruz                        | Duilio Orlando Zucarelli                   | 291                              | 12,78                      |                            | 2.277                      | 19,04                      |
| Para Crecer                            | Por Santa Cruz                        | Matías Ricardo Paillalef Valdera           | 252                              | 11,07                      |                            | 2.277                      | 19,04                      |
| La Fuerza del Cambio                   | Por Santa Cruz                        | Norma Alicia Montovio                      | 180                              | 7,91                       |                            | 2.277                      | 19,04                      |
| MILEI                                  | Por Santa Cruz                        | Pablo Alfredo Natynczyk                    | 138                              | 6,06                       |                            | 2.277                      | 19,04                      |
| Más Santa Cruz                         | Por Santa Cruz                        | Karina Alejandra Alegría                   | 63                               | 2,77                       |                            | 2.277                      | 19,04                      |
| Soluciones                             | Por Santa Cruz                        | Juan Carlos Bonifazi                       | 0                                | 0,00                       |                            | 2.277                      | 19,04                      |
|                                        | Cambia Santa Cruz                     | Juntos para Cambiar                        | Juan Pablo Nicoliche             | 324                        | 49,62                      | 653                        | 5,46                       |
| Coalición para Cambiar                 | Cambia Santa Cruz                     | Alberto Elpidio Castro                     | 165                              | 25,27                      |                            | 653                        | 5,46                       |
| Cambia con la Coalición                | Cambia Santa Cruz                     | Estela Alicia Manarey                      | 164                              | 25,11                      |                            | 653                        | 5,46                       |
|                                        | Frente de Izquierda y de Trabajadores | Frente de Izquierda y de Trabajadores      | Ángel René Serra                 | —                          | —                          | 292                        | 2,44                       |
| Votos positivos                        | Votos positivos                       | Votos positivos                            | Votos positivos                  | Votos positivos            | Votos positivos            | 11.960                     | 82,44                      |
| Votos en blanco                        | Votos en blanco                       | Votos en blanco                            | Votos en blanco                  | Votos en blanco            | Votos en blanco            | 2.281                      | 15,72                      |
| Votos nulos                            | Votos nulos                           | Votos nulos                                | Votos nulos                      | Votos nulos                | Votos nulos                | 266                        | 1,83                       |
| Participación                          | Participación                         | Participación                              | Participación                    | Participación              | Participación              | 14.507                     | 65,47                      |
| Electores registrados                  | Electores registrados                 | Electores registrados                      | Electores registrados            | Electores registrados      | Electores registrados      | 22.158                     | 100,00                     |
| Gobernador Gregores 1 Diputado         |                                       |                                            |                                  |                            |                            |                            |                            |
| Lema                                   | Lema                                  | Sublema                                    | Candidato                        | Sublema                    | Sublema                    | Lema                       | Lema                       |
| Lema                                   | Lema                                  | Sublema                                    | Candidato                        | Votos                      | %                          | Votos                      | %                          |
|                                        | Por Santa Cruz                        | Santa Cruz Puede                           | Alfredo Fernando Martínez        | 588                        | 50,78                      | 1.158                      | 49,44                      |
| Tu Voz en la Legislatura               | Por Santa Cruz                        | Carina Judith Bosso                        | 201                              | 17,36                      |                            | 1.158                      | 49,44                      |
| Es Ahora Santa Cruz                    | Por Santa Cruz                        | Blanca Cecilia Muñoz Barria                | 152                              | 13,13                      |                            | 1.158                      | 49,44                      |
| Podemos Renovar                        | Por Santa Cruz                        | María Josefina Alvarado                    | 119                              | 10,28                      |                            | 1.158                      | 49,44                      |
| Consenso PRO Santa Cruz                | Por Santa Cruz                        | Mariela Jeanett Garcés Osses               | 98                               | 8,46                       |                            | 1.158                      | 49,44                      |
|                                        | Unión por la Patria                   | Juntos por Gregores                        | Juan Benedicto Vázquez           | 635                        | 57,31                      | 1.108                      | 47,31                      |
| Primero Gobernador Gregores            | Unión por la Patria                   | Tomás Eduardo Aguirres                     | 258                              | 23,29                      |                            | 1.108                      | 47,31                      |
| Gregores Somos Todos                   | Unión por la Patria                   | Claudio Alejandro Barria Peralta           | 215                              | 19,40                      |                            | 1.108                      | 47,31                      |
| Gregores Sí                            | Unión por la Patria                   | Rolando Rabe                               | 4                                | 0,36                       |                            | 1.108                      | 47,31                      |
|                                        | Frente de Izquierda y de Trabajadores | Frente de Izquierda y de Trabajadores      | Estela María Tabares Yáñez       | —                          | —                          | 76                         | 3,25                       |
|                                        | Cambia Santa Cruz                     | Cambia Gregores                            | Alberto López Dimitri            | —                          | —                          | 0                          | 0,00                       |
| Votos positivos                        | Votos positivos                       | Votos positivos                            | Votos positivos                  | Votos positivos            | Votos positivos            | 2.342                      | 85,10                      |
| Votos en blanco                        | Votos en blanco                       | Votos en blanco                            | Votos en blanco                  | Votos en blanco            | Votos en blanco            | 374                        | 13,59                      |
| Votos nulos                            | Votos nulos                           | Votos nulos                                | Votos nulos                      | Votos nulos                | Votos nulos                | 36                         | 1,31                       |
| Participación                          | Participación                         | Participación                              | Participación                    | Participación              | Participación              | 2.752                      | 70,73                      |
| Electores registrados                  | Electores registrados                 | Electores registrados                      | Electores registrados            | Electores registrados      | Electores registrados      | 3.891                      | 100,00                     |
| Las Heras 1 Diputado                   |                                       |                                            |                                  |                            |                            |                            |                            |
| Lema                                   | Lema                                  | Sublema                                    | Candidato                        | Sublema                    | Sublema                    | Lema                       | Lema                       |
| Lema                                   | Lema                                  | Sublema                                    | Candidato                        | Votos                      | %                          | Votos                      | %                          |
|                                        | Por Santa Cruz                        | Consenso PRO Santa Cruz                    | Javier Santiago Jara             | 3.402                      | 50,47                      | 6.740                      | 66,18                      |
| Santa Cruz Puede                       | Por Santa Cruz                        | Hernán Ariel Elorrieta                     | 3.121                            | 46,31                      |                            | 6.740                      | 66,18                      |
| MILEI                                  | Por Santa Cruz                        | Segio Gerardo Damián Figueroa              | 134                              | 1,99                       |                            | 6.740                      | 66,18                      |
| Por Las Heras                          | Por Santa Cruz                        | Oscar Ángel Nani                           | 83                               | 1,23                       |                            | 6.740                      | 66,18                      |
|                                        | Unión por la Patria                   | Esperanza Las Heras                        | Hugo Daniel Segura               | 388                        | 13,56                      | 2.862                      | 28,10                      |
| Primero Las Heras                      | Unión por la Patria                   | Laura Bilbao                               | 373                              | 13,03                      |                            | 2.862                      | 28,10                      |
| Nace una Esperanza                     | Unión por la Patria                   | Néstor Fabián Cárdenas                     | 359                              | 12,54                      |                            | 2.862                      | 28,10                      |
| Por la Victoria Las Heras              | Unión por la Patria                   | José Guillermo Bilbao                      | 358                              | 12,51                      |                            | 2.862                      | 28,10                      |
| Construyendo Kolina                    | Unión por la Patria                   | Julio César Méndez                         | 326                              | 11,39                      |                            | 2.862                      | 28,10                      |
| Para la Victoria Las Heras             | Unión por la Patria                   | Gustavo Javier Antecao                     | 286                              | 9,99                       |                            | 2.862                      | 28,10                      |
| Las Heras Somos Todos                  | Unión por la Patria                   | Mónica Alejandra Bórquez Santana           | 200                              | 6,99                       |                            | 2.862                      | 28,10                      |
| Proyecto Joven                         | Unión por la Patria                   | Florencia Milena Davies Bórquez            | 164                              | 5,73                       |                            | 2.862                      | 28,10                      |
| Fuerza Joven                           | Unión por la Patria                   | Miguel Ángel Ruiz                          | 146                              | 5,10                       |                            | 2.862                      | 28,10                      |
| Las Heras más Cerca                    | Unión por la Patria                   | Julio Hernán Chicaval                      | 101                              | 3,53                       |                            | 2.862                      | 28,10                      |
| 19 de Diciembre                        | Unión por la Patria                   | Patxi Vives                                | 83                               | 2,90                       |                            | 2.862                      | 28,10                      |
| Integración                            | Unión por la Patria                   | Dolorindo Alonso Santander                 | 72                               | 2,52                       |                            | 2.862                      | 28,10                      |
| Desarrollo Las Heras                   | Unión por la Patria                   | Claudia Adriana Bequi                      | 6                                | 0,21                       |                            | 2.862                      | 28,10                      |
|                                        | Cambia Santa Cruz                     | Coalición por Las Heras                    | Abel Marcos Santamaría           | 230                        | 47,62                      | 483                        | 4,74                       |
| Juntos para Cambiar Las Heras          | Cambia Santa Cruz                     | Raúl Eduardo Gutiérrez                     | 146                              | 30,23                      |                            | 483                        | 4,74                       |
| Cambia Las Heras                       | Cambia Santa Cruz                     | Saúl Ireneo Galloso                        | 107                              | 22,15                      |                            | 483                        | 4,74                       |
|                                        | Frente de Izquierda y de Trabajadores | Frente de Izquierda y de Trabajadores      | José Omar Maidana                | —                          | —                          | 100                        | 0,98                       |
| Votos positivos                        | Votos positivos                       | Votos positivos                            | Votos positivos                  | Votos positivos            | Votos positivos            | 10.185                     | 76,86                      |
| Votos en blanco                        | Votos en blanco                       | Votos en blanco                            | Votos en blanco                  | Votos en blanco            | Votos en blanco            | 2.901                      | 21,89                      |
| Votos nulos                            | Votos nulos                           | Votos nulos                                | Votos nulos                      | Votos nulos                | Votos nulos                | 166                        | 1,25                       |
| Participación                          | Participación                         | Participación                              | Participación                    | Participación              | Participación              | 13.252                     | 71,27                      |
| Electores registrados                  | Electores registrados                 | Electores registrados                      | Electores registrados            | Electores registrados      | Electores registrados      | 18.595                     | 100,00                     |
| Los Antiguos 1 Diputado                |                                       |                                            |                                  |                            |                            |                            |                            |
| Lema                                   | Lema                                  | Sublema                                    | Candidato                        | Sublema                    | Sublema                    | Lema                       | Lema                       |
| Lema                                   | Lema                                  | Sublema                                    | Candidato                        | Votos                      | %                          | Votos                      | %                          |
|                                        | Unión por la Patria                   | Todos por Los Antiguos                     | Fernando Oscar Pérez             | 913                        | 67,08                      | 1.361                      | 53,21                      |
| Primero Los Antiguos                   | Unión por la Patria                   | William Iván Ormeno                        | 317                              | 23,29                      |                            | 1.361                      | 53,21                      |
| Integración Los Antiguos               | Unión por la Patria                   | Cecilia Beatriz Castro                     | 49                               | 3,60                       |                            | 1.361                      | 53,21                      |
| Fuerza Joven                           | Unión por la Patria                   | Mariela Ronconi                            | 50                               | 3,67                       |                            | 1.361                      | 53,21                      |
| Los Antiguos más Cerca                 | Unión por la Patria                   | María del Valle Giorgia                    | 32                               | 2,35                       |                            | 1.361                      | 53,21                      |
|                                        | Por Santa Cruz                        | Es Ahora Santa Cruz                        | Zulma Andrea Neira               | 286                        | 25,98                      | 1.101                      | 43,04                      |
| Por Los Antiguos                       | Por Santa Cruz                        | Rodrigo Eduardo Sarrasin                   | 253                              | 22,98                      |                            | 1.101                      | 43,04                      |
| Santa Cruz Puede                       | Por Santa Cruz                        | Marina Noelia Benítez                      | 225                              | 20,44                      |                            | 1.101                      | 43,04                      |
| Podemos Renovar                        | Por Santa Cruz                        | Víctor Hugo López                          | 153                              | 13,90                      |                            | 1.101                      | 43,04                      |
| Para Crecer                            | Por Santa Cruz                        | Ramón Roberto Ruiz                         | 126                              | 11,44                      |                            | 1.101                      | 43,04                      |
| Somos Santa Cruz                       | Por Santa Cruz                        | Aida Mary Desoria                          | 58                               | 5,27                       |                            | 1.101                      | 43,04                      |
|                                        | Cambia Santa Cruz                     | Cambia Los Antiguos                        | Víctor Aníbal Agüero             | —                          | —                          | 64                         | 2,50                       |
|                                        | Frente de Izquierda y de Trabajadores | Frente de Izquierda y de Trabajadores      | Marcos Esteban Nahuelguer        | —                          | —                          | 32                         | 1,25                       |
| Votos positivos                        | Votos positivos                       | Votos positivos                            | Votos positivos                  | Votos positivos            | Votos positivos            | 2.558                      | 86,68                      |
| Votos en blanco                        | Votos en blanco                       | Votos en blanco                            | Votos en blanco                  | Votos en blanco            | Votos en blanco            | 335                        | 11,35                      |
| Votos nulos                            | Votos nulos                           | Votos nulos                                | Votos nulos                      | Votos nulos                | Votos nulos                | 58                         | 1,97                       |
| Participación                          | Participación                         | Participación                              | Participación                    | Participación              | Participación              | 2.951                      | 67,51                      |
| Electores registrados                  | Electores registrados                 | Electores registrados                      | Electores registrados            | Electores registrados      | Electores registrados      | 4.371                      | 100,00                     |
| Perito Moreno 1 Diputado               |                                       |                                            |                                  |                            |                            |                            |                            |
| Lema                                   | Lema                                  | Sublema                                    | Candidato                        | Sublema                    | Sublema                    | Lema                       | Lema                       |
| Lema                                   | Lema                                  | Sublema                                    | Candidato                        | Votos                      | %                          | Votos                      | %                          |
|                                        | Unión por la Patria                   | Unión por Perito                           | Cristian Eduardo Ojeda           | 464                        | 21,39                      | 2.169                      | 60,91                      |
| Kolina Perito Moreno                   | Unión por la Patria                   | José Orlando Subiabre                      | 385                              | 17,75                      |                            | 2.169                      | 60,91                      |
| Unidad Peritense                       | Unión por la Patria                   | Alejandra Elizabet Burgos                  | 364                              | 16,78                      |                            | 2.169                      | 60,91                      |
| Por la Victoria de Perito Moreno       | Unión por la Patria                   | Néstor Daniel Fernández                    | 295                              | 13,60                      |                            | 2.169                      | 60,91                      |
| Perito Moreno Somos Todos              | Unión por la Patria                   | Marcela Silvina Sandobal                   | 253                              | 11,66                      |                            | 2.169                      | 60,91                      |
| Nace una Esperanza                     | Unión por la Patria                   | Eduardo Enrique Abadie                     | 212                              | 9,77                       |                            | 2.169                      | 60,91                      |
| Perito Moreno nos Une                  | Unión por la Patria                   | Néstor Ariel Jerez                         | 124                              | 5,72                       |                            | 2.169                      | 60,91                      |
| Propuesta Joven                        | Unión por la Patria                   | Ramón Alberto Suárez Pitoiset              | 60                               | 2,77                       |                            | 2.169                      | 60,91                      |
| Perito Sí                              | Unión por la Patria                   |                                            | 12                               | 0,55                       |                            | 2.169                      | 60,91                      |
|                                        | Por Santa Cruz                        | Por Perito Moreno                          | Nadia Lorena Ricci               | 447                        | 32,11                      | 1.392                      | 39,09                      |
| Santa Cruz Puede                       | Por Santa Cruz                        | Raúl Ángel Cárdenas                        | 419                              | 30,10                      |                            | 1.392                      | 39,09                      |
| Cambiando Santa Cruz                   | Por Santa Cruz                        | Diana Elisabet Asiadin                     | 147                              | 10,56                      |                            | 1.392                      | 39,09                      |
| Es Ahora Santa Cruz                    | Por Santa Cruz                        | Zulma Marcela Jindra                       | 112                              | 8,05                       |                            | 1.392                      | 39,09                      |
| Para Crecer                            | Por Santa Cruz                        | Juan Miguel Ángel Ávila                    | 98                               | 7,04                       |                            | 1.392                      | 39,09                      |
| Somos Santa Cruz                       | Por Santa Cruz                        | María José Llorens                         | 89                               | 6,39                       |                            | 1.392                      | 39,09                      |
| Más Santa Cruz                         | Por Santa Cruz                        | Franco Daniel Barros                       | 53                               | 3,81                       |                            | 1.392                      | 39,09                      |
| Consenso PRO Santa Cruz                | Por Santa Cruz                        | Norma Cristina Marifil                     | 27                               | 1,94                       |                            | 1.392                      | 39,09                      |
| Votos positivos                        | Votos positivos                       | Votos positivos                            | Votos positivos                  | Votos positivos            | Votos positivos            | 3.561                      | 81,04                      |
| Votos en blanco                        | Votos en blanco                       | Votos en blanco                            | Votos en blanco                  | Votos en blanco            | Votos en blanco            | 742                        | 16,89                      |
| Votos nulos                            | Votos nulos                           | Votos nulos                                | Votos nulos                      | Votos nulos                | Votos nulos                | 91                         | 2,07                       |
| Participación                          | Participación                         | Participación                              | Participación                    | Participación              | Participación              | 4.394                      | 66,43                      |
| Electores registrados                  | Electores registrados                 | Electores registrados                      | Electores registrados            | Electores registrados      | Electores registrados      | 6.614                      | 100,00                     |
| Pico Truncado 1 Diputado               |                                       |                                            |                                  |                            |                            |                            |                            |
| Lema                                   | Lema                                  | Sublema                                    | Candidato                        | Sublema                    | Sublema                    | Lema                       | Lema                       |
| Lema                                   | Lema                                  | Sublema                                    | Candidato                        | Votos                      | %                          | Votos                      | %                          |
|                                        | Por Santa Cruz                        | Es Ahora Santa Cruz                        | José Luis Quiroga                | 1.350                      | 23,56                      | 5.730                      | 49,94                      |
| Santa Cruz Puede                       | Por Santa Cruz                        | Miguel Enrique Farías                      | 1.285                            | 22,43                      |                            | 5.730                      | 49,94                      |
| Para Crecer                            | Por Santa Cruz                        | Sebastián Eduardo Georgion                 | 951                              | 16,60                      |                            | 5.730                      | 49,94                      |
| Cambiando Santa Cruz                   | Por Santa Cruz                        | Diego Juan José Bertolaza                  | 827                              | 14,43                      |                            | 5.730                      | 49,94                      |
| Somos Santa Cruz                       | Por Santa Cruz                        | Hilda Isabel Nahuin                        | 625                              | 10,91                      |                            | 5.730                      | 49,94                      |
| Más Santa Cruz                         | Por Santa Cruz                        | Jorge Ramón Pared                          | 435                              | 7,59                       |                            | 5.730                      | 49,94                      |
| MILEI                                  | Por Santa Cruz                        | Walter Jesús Bordón                        | 197                              | 3,44                       |                            | 5.730                      | 49,94                      |
| Consenso PRO Santa Cruz                | Por Santa Cruz                        | Roque David Reales                         | 60                               | 1,05                       |                            | 5.730                      | 49,94                      |
|                                        | Unión por la Patria                   | Movimiento Popular                         | Carlos Rodolfo Morón             | 969                        | 23,69                      | 4.091                      | 35,66                      |
| Pico Truncado más Cerca                | Unión por la Patria                   | Manuel Martín Sotomayor                    | 862                              | 21,07                      |                            | 4.091                      | 35,66                      |
| Desarrollo Pico Truncado               | Unión por la Patria                   | Jonathan Maximiliano Sandoval              | 553                              | 13,52                      |                            | 4.091                      | 35,66                      |
| 19 de Diciembre                        | Unión por la Patria                   | Tomás Alfredo Cabral                       | 489                              | 11,95                      |                            | 4.091                      | 35,66                      |
| Unidad Popular Mesa Firme              | Unión por la Patria                   | Pablo Diego Bustos                         | 235                              | 5,74                       |                            | 4.091                      | 35,66                      |
| Fuerza Joven                           | Unión por la Patria                   | Cristian Daniel González                   | 225                              | 5,50                       |                            | 4.091                      | 35,66                      |
| Kolina Pico Truncado                   | Unión por la Patria                   | Antonio Jesús Reales                       | 200                              | 4,89                       |                            | 4.091                      | 35,66                      |
| Por la Victoria Pico Truncado          | Unión por la Patria                   | Javier Eduardo Corvalán                    | 161                              | 3,94                       |                            | 4.091                      | 35,66                      |
| Unidad Popular Pico Truncado           | Unión por la Patria                   | Lorena Elizabeth Mercedes Bravo            | 149                              | 3,64                       |                            | 4.091                      | 35,66                      |
| Primero Pico Truncado                  | Unión por la Patria                   | Claudio César Cornalo                      | 123                              | 3,01                       |                            | 4.091                      | 35,66                      |
| Primero el Pueblo, Siempre Santa Cruz  | Unión por la Patria                   | Alba Noemí Curaqueo                        | 91                               | 2,22                       |                            | 4.091                      | 35,66                      |
| Pico Truncado Sí                       | Unión por la Patria                   | Jessica Vanesa Villalba                    | 34                               | 0,83                       |                            | 4.091                      | 35,66                      |
|                                        | Cambia Santa Cruz                     | Fuerza Ciudadana                           | José Emilio Huiscay              | 554                        | 35,54                      | 1.559                      | 13,59                      |
| Cambia Pico Truncado                   | Cambia Santa Cruz                     | Mario Roberto Lozano                       | 516                              | 33,10                      |                            | 1.559                      | 13,59                      |
| Somos Pico Truncado                    | Cambia Santa Cruz                     | Ricardo Antonio Burgos                     | 294                              | 18,86                      |                            | 1.559                      | 13,59                      |
| Juntos para Cambiar Pico Truncado      | Cambia Santa Cruz                     | Juana María Peralta                        | 120                              | 7,70                       |                            | 1.559                      | 13,59                      |
| Coraje Federal                         | Cambia Santa Cruz                     | Luis Armando Villarroel                    | 75                               | 4,81                       |                            | 1.559                      | 13,59                      |
|                                        | Frente de Izquierda y de Trabajadores | Frente de Izquierda y de Trabajadores      | Yamila Dolores Fernández         | —                          | —                          | 93                         | 0,81                       |
| Votos positivos                        | Votos positivos                       | Votos positivos                            | Votos positivos                  | Votos positivos            | Votos positivos            | 11.473                     | 79,59                      |
| Votos en blanco                        | Votos en blanco                       | Votos en blanco                            | Votos en blanco                  | Votos en blanco            | Votos en blanco            | 2.624                      | 18,20                      |
| Votos nulos                            | Votos nulos                           | Votos nulos                                | Votos nulos                      | Votos nulos                | Votos nulos                | 319                        | 2,21                       |
| Participación                          | Participación                         | Participación                              | Participación                    | Participación              | Participación              | 14.416                     | 69,20                      |
| Electores registrados                  | Electores registrados                 | Electores registrados                      | Electores registrados            | Electores registrados      | Electores registrados      | 20.833                     | 100,00                     |
| Puerto Deseado 1 Diputado              |                                       |                                            |                                  |                            |                            |                            |                            |
| Lema                                   | Lema                                  | Sublema                                    | Candidato                        | Sublema                    | Sublema                    | Lema                       | Lema                       |
| Lema                                   | Lema                                  | Sublema                                    | Candidato                        | Votos                      | %                          | Votos                      | %                          |
|                                        | Por Santa Cruz                        | Santa Cruz Puede                           | Santiago Aberastain Zubimendi    | 1.807                      | 52,61                      | 3.435                      | 51,36                      |
| Somos Santa Cruz                       | Por Santa Cruz                        | Marcelo Alejandro Vidal                    | 622                              | 18,11                      |                            | 3.435                      | 51,36                      |
| Es Ahora Santa Cruz                    | Por Santa Cruz                        | Ana María Parejas                          | 611                              | 17,79                      |                            | 3.435                      | 51,36                      |
| Consenso PRO Santa Cruz                | Por Santa Cruz                        | Arístides Roberto Sergio Córdoba           | 248                              | 7,22                       |                            | 3.435                      | 51,36                      |
| MILEI                                  | Por Santa Cruz                        | Diego Oscar Picq                           | 147                              | 4,28                       |                            | 3.435                      | 51,36                      |
|                                        | Unión por la Patria                   | La Fuerza de la Esperanza                  | Mónica Viviana Vila              | 642                        | 24,83                      | 2.586                      | 38,67                      |
| Primero Puerto Deseado                 | Unión por la Patria                   | Luis Alberto Ampuero                       | 580                              | 22,43                      |                            | 2.586                      | 38,67                      |
| Kolina Puerto Deseado                  | Unión por la Patria                   | Lucio Fernado González                     | 411                              | 15,89                      |                            | 2.586                      | 38,67                      |
| Deseado Avanza                         | Unión por la Patria                   | Hugo Ramón Torrigiani                      | 355                              | 13,73                      |                            | 2.586                      | 38,67                      |
| Construyamos Juntos Deseado            | Unión por la Patria                   | Daniel Celestino Díaz                      | 329                              | 12,72                      |                            | 2.586                      | 38,67                      |
| Fuerza Joven                           | Unión por la Patria                   | Pablo Daniel Rapetti                       | 185                              | 7,15                       |                            | 2.586                      | 38,67                      |
| Desarrollo Puerto Deseado              | Unión por la Patria                   | Raúl Insaurralde                           | 67                               | 2,59                       |                            | 2.586                      | 38,67                      |
| Puerto Deseado Sí                      | Unión por la Patria                   | Pedro Emanuel Villagra                     | 17                               | 0,66                       |                            | 2.586                      | 38,67                      |
|                                        | Cambia Santa Cruz                     | Cambia Deseado                             | Vanesa Mriana Posse              | 269                        | 58,61                      | 459                        | 6,86                       |
| Juntos para Cambiar Deseado            | Cambia Santa Cruz                     | Mario Oscar Rapetti Mongenegro             | 190                              | 41,39                      |                            | 459                        | 6,86                       |
|                                        | Frente de Izquierda y de Trabajadores | Frente de Izquierda y de Trabajadores      | Damián Alfredo Nesprias          | —                          | —                          | 208                        | 3,11                       |
| Votos positivos                        | Votos positivos                       | Votos positivos                            | Votos positivos                  | Votos positivos            | Votos positivos            | 6.688                      | 80,20                      |
| Votos en blanco                        | Votos en blanco                       | Votos en blanco                            | Votos en blanco                  | Votos en blanco            | Votos en blanco            | 1.471                      | 17,64                      |
| Votos nulos                            | Votos nulos                           | Votos nulos                                | Votos nulos                      | Votos nulos                | Votos nulos                | 180                        | 2,16                       |
| Participación                          | Participación                         | Participación                              | Participación                    | Participación              | Participación              | 8.339                      | 67,07                      |
| Electores registrados                  | Electores registrados                 | Electores registrados                      | Electores registrados            | Electores registrados      | Electores registrados      | 12.434                     | 100,00                     |
| Puerto San Julián 1 Diputado           |                                       |                                            |                                  |                            |                            |                            |                            |
| Lema                                   | Lema                                  | Sublema                                    | Candidato                        | Sublema                    | Sublema                    | Lema                       | Lema                       |
| Lema                                   | Lema                                  | Sublema                                    | Candidato                        | Votos                      | %                          | Votos                      | %                          |
|                                        | Por Santa Cruz                        | Por Puerto San Julián                      | Mario Piero Boffi                | 2.130                      | 65,42                      | 3.256                      | 54,44                      |
| Santa Cruz Puede                       | Por Santa Cruz                        | Daniela Alejandra Romillo                  | 733                              | 22,51                      |                            | 3.256                      | 54,44                      |
| Consenso PRO Santa Cruz                | Por Santa Cruz                        | Graciela Laura Schenone                    | 170                              | 5,22                       |                            | 3.256                      | 54,44                      |
| Somos Santa Cruz                       | Por Santa Cruz                        | Eduardo Miguel Díaz Razmilich              | 124                              | 3,81                       |                            | 3.256                      | 54,44                      |
| MILEI                                  | Por Santa Cruz                        | Jeremías Nicolás Ferreyra                  | 99                               | 3,04                       |                            | 3.256                      | 54,44                      |
|                                        | Unión por la Patria                   | Kolina Puerto San Julián                   | Mauro Ariel Santana              | 899                        | 36,75                      | 2.446                      | 40,90                      |
| Para la Victoria San Julián            | Unión por la Patria                   | Carlos Daniel Gleadell                     | 759                              | 31,03                      |                            | 2.446                      | 40,90                      |
| Nace una Esperanza                     | Unión por la Patria                   | Nelson Daniel Gleadell                     | 279                              | 11,41                      |                            | 2.446                      | 40,90                      |
| Primero Puerto San Julián              | Unión por la Patria                   | Roberto Carlos Tenorio                     | 246                              | 10,06                      |                            | 2.446                      | 40,90                      |
| Fuerza Joven                           | Unión por la Patria                   | Vanesa Lorena Trujillo                     | 201                              | 8,22                       |                            | 2.446                      | 40,90                      |
| San Julián Sí                          | Unión por la Patria                   | Ángel Luis Abelaz                          | 62                               | 2,53                       |                            | 2.446                      | 40,90                      |
|                                        | Cambia Santa Cruz                     | Juntos para Cambiar San Julián             | Sandra Mónica Bereterbide        | 102                        | 67,11                      | 152                        | 2,54                       |
| Cambia San Julián                      | Cambia Santa Cruz                     | Guillermo Claudio Vierlich                 | 50                               | 32,89                      |                            | 152                        | 2,54                       |
|                                        | Frente de Izquierda y de Trabajadores | Frente de Izquierda y de Trabajadores      | Pablo Oscar Salazar              | —                          | —                          | 127                        | 2,12                       |
| Votos positivos                        | Votos positivos                       | Votos positivos                            | Votos positivos                  | Votos positivos            | Votos positivos            | 5.981                      | 83,74                      |
| Votos en blanco                        | Votos en blanco                       | Votos en blanco                            | Votos en blanco                  | Votos en blanco            | Votos en blanco            | 1.024                      | 14,34                      |
| Votos nulos                            | Votos nulos                           | Votos nulos                                | Votos nulos                      | Votos nulos                | Votos nulos                | 137                        | 1,92                       |
| Participación                          | Participación                         | Participación                              | Participación                    | Participación              | Participación              | 7.142                      | 68,58                      |
| Electores registrados                  | Electores registrados                 | Electores registrados                      | Electores registrados            | Electores registrados      | Electores registrados      | 10.414                     | 100,00                     |
| Puerto Santa Cruz 1 Diputado           |                                       |                                            |                                  |                            |                            |                            |                            |
| Lema                                   | Lema                                  | Sublema                                    | Candidato                        | Sublema                    | Sublema                    | Lema                       | Lema                       |
| Lema                                   | Lema                                  | Sublema                                    | Candidato                        | Votos                      | %                          | Votos                      | %                          |
|                                        | Por Santa Cruz                        | Es Ahora Santa Cruz                        | Juan Manuel Bórquez              | 1.061                      | 64,42                      | 1.647                      | 60,29                      |
| Por Puerto Santa Cruz                  | Por Santa Cruz                        | Daniel Andrés Stafetta                     | 586                              | 35,58                      |                            | 1.647                      | 60,29                      |
|                                        | Unión por la Patria                   | Renovando Esperanzas                       | Néstor Fabián González           | 747                        | 68,85                      | 1.085                      | 39,71                      |
| Kolina Puerto Santa Cruz               | Unión por la Patria                   | Carlos Exequiel Barrientos                 | 187                              | 17,24                      |                            | 1.085                      | 39,71                      |
| Fuerza Joven                           | Unión por la Patria                   | Carolina Érika Quintas                     | 59                               | 5,44                       |                            | 1.085                      | 39,71                      |
| Primero Puerto Santa Cruz              | Unión por la Patria                   | Flavia Analía Huilinao                     | 48                               | 4,42                       |                            | 1.085                      | 39,71                      |
| Primero la Esperanza                   | Unión por la Patria                   | Leticia del Milagro Quinones Ramírez       | 39                               | 3,59                       |                            | 1.085                      | 39,71                      |
| Desarrollo Puerto Santa Cruz           | Unión por la Patria                   | Diego Marcelo Rodríguez                    | 5                                | 0,46                       |                            | 1.085                      | 39,71                      |
| Por la Victoria de Puerto Santa Cruz   | Unión por la Patria                   | Dante Franccesco Canio España              | 0                                | 0,00                       |                            | 1.085                      | 39,71                      |
|                                        | Cambia Santa Cruz                     | Podemos                                    | Samuel Alejandro Cardoso Prestes | —                          | —                          | 0                          | 0,00                       |
| Votos positivos                        | Votos positivos                       | Votos positivos                            | Votos positivos                  | Votos positivos            | Votos positivos            | 2.732                      | 85,03                      |
| Votos en blanco                        | Votos en blanco                       | Votos en blanco                            | Votos en blanco                  | Votos en blanco            | Votos en blanco            | 429                        | 13,35                      |
| Votos nulos                            | Votos nulos                           | Votos nulos                                | Votos nulos                      | Votos nulos                | Votos nulos                | 52                         | 1,62                       |
| Participación                          | Participación                         | Participación                              | Participación                    | Participación              | Participación              | 3.213                      | 73,39                      |
| Electores registrados                  | Electores registrados                 | Electores registrados                      | Electores registrados            | Electores registrados      | Electores registrados      | 4.378                      | 100,00                     |
| Río Gallegos 1 Diputado                |                                       |                                            |                                  |                            |                            |                            |                            |
| Lema                                   | Lema                                  | Sublema                                    | Candidato                        | Sublema                    | Sublema                    | Lema                       | Lema                       |
| Lema                                   | Lema                                  | Sublema                                    | Candidato                        | Votos                      | %                          | Votos                      | %                          |
|                                        | Unión por la Patria                   | Avancemos Juntos                           | Eloy Dante Echazú                | 6.553                      | 25,06                      | 26.146                     | 49,45                      |
| Río Gallegos Crece                     | Unión por la Patria                   | Martín Luciano Chávez                      | 6.472                            | 24,75                      |                            | 26.146                     | 49,45                      |
| Kolina Río Gallegos                    | Unión por la Patria                   | Silvina Betiana Lamas                      | 3.244                            | 12,41                      |                            | 26.146                     | 49,45                      |
| Desarrollo Río Gallegos                | Unión por la Patria                   | Gonzalo Javier Mansilla Gallardo           | 1.404                            | 5,37                       |                            | 26.146                     | 49,45                      |
| Entre Todos Río Gallegos               | Unión por la Patria                   | María Belén García                         | 1.349                            | 5,16                       |                            | 26.146                     | 49,45                      |
| Fuerza Joven                           | Unión por la Patria                   | Jonatan Rodrigo Gojan                      | 946                              | 3,62                       |                            | 26.146                     | 49,45                      |
| Para la Victoria Río Gallegos          | Unión por la Patria                   | Leandro Anuar Fadul                        | 901                              | 3,45                       |                            | 26.146                     | 49,45                      |
| Integración Río Gallegos               | Unión por la Patria                   | Roberto Alejandro Ortiz                    | 890                              | 3,40                       |                            | 26.146                     | 49,45                      |
| Río Gallegos Somos Todos               | Unión por la Patria                   | Pablo Enrique Noguera                      | 654                              | 2,50                       |                            | 26.146                     | 49,45                      |
| Propuesta Joven                        | Unión por la Patria                   | Génesis Daniela Leonila Morales Bustamante | 583                              | 2,23                       |                            | 26.146                     | 49,45                      |
| Propongamos Río Gallegos               | Unión por la Patria                   | Cristian Brenta                            | 577                              | 2,21                       |                            | 26.146                     | 49,45                      |
| Unidad y Compromiso Militante          | Unión por la Patria                   | Daniel Osvaldo Murgia                      | 568                              | 2,17                       |                            | 26.146                     | 49,45                      |
| Proyecto Joven                         | Unión por la Patria                   | Patricia Graciela Aguirre                  | 567                              | 2,17                       |                            | 26.146                     | 49,45                      |
| Nace una Esperanza                     | Unión por la Patria                   | Juan Carlos Figueroa                       | 501                              | 1,92                       |                            | 26.146                     | 49,45                      |
| Tiempo de Crecer                       | Unión por la Patria                   | Nahuel Alejandro Garzón                    | 433                              | 1,66                       |                            | 26.146                     | 49,45                      |
| Río Gallegos más Cerca                 | Unión por la Patria                   | Claudio Ariel Bianco                       | 300                              | 1,15                       |                            | 26.146                     | 49,45                      |
| Río Gallegos Sí                        | Unión por la Patria                   | Cristina Inés Aranda                       | 204                              | 0,78                       |                            | 26.146                     | 49,45                      |
|                                        | Por Santa Cruz                        | Santa Cruz Puede                           | Ariel Omar Varela                | 4.679                      | 24,37                      | 19.202                     | 36,32                      |
| Más Santa Cruz                         | Por Santa Cruz                        | José Daniel Álvarez                        | 3.353                            | 17,46                      |                            | 19.202                     | 36,32                      |
| Soluciones                             | Por Santa Cruz                        | Pedro José Bringas                         | 2.593                            | 13,50                      |                            | 19.202                     | 36,32                      |
| Podemos Renovar                        | Por Santa Cruz                        | Karina Liliana Ramos                       | 2.197                            | 11,44                      |                            | 19.202                     | 36,32                      |
| Tu Voz en la Legislatura               | Por Santa Cruz                        | Daniel Gustavo Busquet                     | 1.933                            | 10,07                      |                            | 19.202                     | 36,32                      |
| Para Crecer                            | Por Santa Cruz                        | Roxana Valeria Agullo                      | 1.877                            | 9,78                       |                            | 19.202                     | 36,32                      |
| Consenso PRO Santa Cruz                | Por Santa Cruz                        | Magna Angélica García                      | 884                              | 4,60                       |                            | 19.202                     | 36,32                      |
| MILEI                                  | Por Santa Cruz                        | Froselia Odette Barria Vargas              | 783                              | 4,08                       |                            | 19.202                     | 36,32                      |
| Somos Santa Cruz                       | Por Santa Cruz                        | Claudio Fabián Seguel Barria               | 365                              | 1,90                       |                            | 19.202                     | 36,32                      |
| Es Ahora Santa Cruz                    | Por Santa Cruz                        | Mario Omar Monsalvo                        | 231                              | 1,20                       |                            | 19.202                     | 36,32                      |
| Moveremos Santa Cruz                   | Por Santa Cruz                        | Carlos Alberto Peralta                     | 180                              | 0,94                       |                            | 19.202                     | 36,32                      |
| La Fuerza del Cambio                   | Por Santa Cruz                        | José Ramón Garrido                         | 127                              | 0,66                       |                            | 19.202                     | 36,32                      |
|                                        | Cambia Santa Cruz                     | Cambia Río Gallegos                        | Jorge Santiago Gareca            | 2.236                      | 32,94                      | 6.788                      | 12,84                      |
| Con Vos                                | Cambia Santa Cruz                     | Rodrigo Félix Cabrera                      | 2.147                            | 31,63                      |                            | 6.788                      | 12,84                      |
| Juntos para Cambiar Río Gallegos       | Cambia Santa Cruz                     | Eduardo Horacio Delia                      | 1.231                            | 18,13                      |                            | 6.788                      | 12,84                      |
| Fuerza Ciudadana                       | Cambia Santa Cruz                     | José Carlos Andrés Blassiotto              | 1.174                            | 17,30                      |                            | 6.788                      | 12,84                      |
|                                        | Frente de Izquierda y de Trabajadores | Frente de Izquierda y de Trabajadores      | Juan Martín Saavedra             | —                          | —                          | 736                        | 1,39                       |
| Votos positivos                        | Votos positivos                       | Votos positivos                            | Votos positivos                  | Votos positivos            | Votos positivos            | 52.872                     | 81,53                      |
| Votos en blanco                        | Votos en blanco                       | Votos en blanco                            | Votos en blanco                  | Votos en blanco            | Votos en blanco            | 10.804                     | 16,66                      |
| Votos nulos                            | Votos nulos                           | Votos nulos                                | Votos nulos                      | Votos nulos                | Votos nulos                | 1.177                      | 1,81                       |
| Participación                          | Participación                         | Participación                              | Participación                    | Participación              | Participación              | 64.853                     | 72,50                      |
| Electores registrados                  | Electores registrados                 | Electores registrados                      | Electores registrados            | Electores registrados      | Electores registrados      | 89.457                     | 100,00                     |
| Río Turbio 1 Diputado                  |                                       |                                            |                                  |                            |                            |                            |                            |
| Lema                                   | Lema                                  | Sublema                                    | Candidato                        | Sublema                    | Sublema                    | Lema                       | Lema                       |
| Lema                                   | Lema                                  | Sublema                                    | Candidato                        | Votos                      | %                          | Votos                      | %                          |
|                                        | Unión por la Patria                   | Nace una Esperanza                         | Carlos Alberto Godoy             | 1.020                      | 26,45                      | 3.856                      | 71,73                      |
| Río Turbio Crece Trabajando            | Unión por la Patria                   | Atanacio Pérez Osuna                       | 928                              | 24,07                      |                            | 3.856                      | 71,73                      |
| Compromiso Militante                   | Unión por la Patria                   | Karina Elizabeth Gómez                     | 670                              | 17,38                      |                            | 3.856                      | 71,73                      |
| Propongamos Río Turbio                 | Unión por la Patria                   | Cristian Adriano Segundo Villagra          | 611                              | 15,85                      |                            | 3.856                      | 71,73                      |
| Construyamos Juntos Río Turbio         | Unión por la Patria                   | Lucas Sebastián Cane                       | 234                              | 6,07                       |                            | 3.856                      | 71,73                      |
| Primero Río Turbio                     | Unión por la Patria                   | Héctor Ricardo Castellón                   | 212                              | 5,50                       |                            | 3.856                      | 71,73                      |
| Por la Victoria Río Turbio             | Unión por la Patria                   | Linda Dominga Matus                        | 107                              | 2,77                       |                            | 3.856                      | 71,73                      |
| Fuerza Joven                           | Unión por la Patria                   | Carlos Alberto Peja                        | 53                               | 1,37                       |                            | 3.856                      | 71,73                      |
| Entre Todos Río Turbio                 | Unión por la Patria                   | Francisco Albea                            | 21                               | 0,54                       |                            | 3.856                      | 71,73                      |
|                                        | Por Santa Cruz                        | Por Río Turbio                             | Maximiliano Ismael Gómez         | 479                        | 42,28                      | 1.133                      | 21,08                      |
| Es Ahora Santa Cruz                    | Por Santa Cruz                        | Roberto Damián Garro                       | 430                              | 37,95                      |                            | 1.133                      | 21,08                      |
| Tu Voz en la Legislatura               | Por Santa Cruz                        | Mario José Calodolce                       | 138                              | 12,18                      |                            | 1.133                      | 21,08                      |
| Consenso PRO Santa Cruz                | Por Santa Cruz                        | Marcelo Enrique Álvarez                    | 52                               | 4,59                       |                            | 1.133                      | 21,08                      |
| Cambiando Santa Cruz                   | Por Santa Cruz                        | Cándido José Pérez                         | 34                               | 3,00                       |                            | 1.133                      | 21,08                      |
|                                        | Cambia Santa Cruz                     | Cambia la Cuenca                           | Daniel Eduardo Zuliani           | 253                        | 65,37                      | 387                        | 7,20                       |
| Fuerza Ciudadana                       | Cambia Santa Cruz                     | Raúl Gustavo Robles                        | 54                               | 13,95                      |                            | 387                        | 7,20                       |
| Juntos para Cambiar Río Turbio         | Cambia Santa Cruz                     | José Augusto Alejandro Gramajo             | 46                               | 11,89                      |                            | 387                        | 7,20                       |
| Cambia Río Turbio                      | Cambia Santa Cruz                     | Willy Pericón Cortez                       | 34                               | 8,79                       |                            | 387                        | 7,20                       |
| Votos positivos                        | Votos positivos                       | Votos positivos                            | Votos positivos                  | Votos positivos            | Votos positivos            | 5.376                      | 82,58                      |
| Votos en blanco                        | Votos en blanco                       | Votos en blanco                            | Votos en blanco                  | Votos en blanco            | Votos en blanco            | 1.019                      | 15,65                      |
| Votos nulos                            | Votos nulos                           | Votos nulos                                | Votos nulos                      | Votos nulos                | Votos nulos                | 115                        | 1,77                       |
| Participación                          | Participación                         | Participación                              | Participación                    | Participación              | Participación              | 6.510                      | 69,75                      |
| Electores registrados                  | Electores registrados                 | Electores registrados                      | Electores registrados            | Electores registrados      | Electores registrados      | 9.334                      | 100,00                     |